# 北一傑克補習班集體舞弊案
北一傑克補習班集體舞弊案是一起發生於2010年台灣四技二專統一入學測驗的集體舞弊事件。

## 事件概述
台中分部北一補習班老闆李慶雲賄賂統測中心電腦人員董尚德，竄改成績，使自家補習班學生成為當年度之榜首。8月放榜後，遭人質疑製造假榜首，二人遭收押。
2011年8月高雄地檢署對三十四名學生緩起訴，其中仍在學的二十六學生，教育部將通知學校撤銷學籍。2013年5月28日，最高法院針對97度全國各類組總榜首曾宓筠及98年統測商管群全國總榜眼蕭鈺展二人判定有罪定讞，各需提供120小時義務勞動服務。

## 犯案動機

北一為假榜首製作巨幅廣告，並用假榜首證明引誘更多學生。

北一補習班主任李慶雲為了增加補習班的知名度，經總公司同意以金錢賄賂與喝花酒招待，誘使負債三、四百萬的電腦工程師董尚德，共同計畫竄改成績製造假榜首。數年來竄改自家補習班的考生成績，讓多名特定考生詐取高分，名列該年度的全國總榜首，再利用多名榜首的證明以引誘更多學生。
偵辦警員指出，董尚德熟悉考試中心的電腦閱卷之流程，私下偷偷複製閱卷室的鑰匙，於凌晨時段數度潛入閱卷室，將答案卡竊出，在竄改後再放回閱卷室。檢警並指出，李慶雲與董尚德已經連續舞弊多年，粗略估計已有一、二十名考生利用竄改成績而成為該年度榜首或取得非法的高分。
檢方調查結果指出補習班主任李慶雲以25萬新台幣賄賂統測中心職員董尚德，並提供招待酒店服務，以買通竄改其答案卡。其犯罪手法為，教唆特定學生在單選題答案卡故意複選，致使電腦讀卡失敗而被篩選出來，趁此空檔竄改答案，在第二次讀卡後，成績就立即上升。
根據高雄地檢署偵訊結果，查出董嫌、李嫌二人在99年四技二專統測使44名考生騙取高分，並讓9人詐登類科榜首。檢警並查出，97、98年統測有劉、趙兩名家長為讓子女考上名校，分別以15萬元和10萬元向董嫌、李嫌二人行賄，要求協助舞弊。董嫌、李嫌二人與兩名考生家長現已依貪汙罪起訴，檢方並向法官求處董、李二人重刑。

## 犯案過程
2008年北一補習班老闆李慶雲利欲熏心，企圖以假成績強奪全國總榜首，因而以喝花酒招待與金錢賄賂統測中心人員董尚德。當年，董嫌將台中家商吳國銘之答案卡竄改為692分（總分七百分），成為統測史上第二高分。2009年時李慶雲毀約，不幫董尚德還清債務。董嫌僅將答案卡竄改為高分，但未製造榜首。
2010年李慶雲與董尚德再次共謀假成績。在5月15日與16日統測中心進行第一次讀卡之後，董嫌於5月17日凌晨4時30分潛入讀卡室，竄改北一補習班學生的答案卡，當日下午13時30分統測中心進行第二次讀卡，考生成績立即大幅上升。
2010年8月4日四技二專統測放榜，北一補習班宣稱8名榜首，但有6名疑似造假，遭人檢舉報案。警方於8月24日將李慶雲與董尚德二人收押，並傳喚多名假榜首，已到案說明的5名榜首均坦承造假，同時亦搜索位於國立雲林科技大學的統測中心以及位於台中的北一補習班，當場查扣各項證物，成績單、榜單、電腦等。
2010年8月25日警方傳喚數名疑似涉案的考生與家長，並查扣到遭人竄改的99年度統測答案卡31張，以及96年至99年四技二專資料光碟一張，存摺五十本，考生名冊兩箱。8月31日警方傳喚疑似涉案的三十二名考生到案偵訊，主要是97年度到99年統測考上各類科榜首或成績優異的台中「北一」補習班考生。警方表示，多數考生都已坦承舞弊，考生並指稱是被補習班業者李慶雲慫恿，將不會寫的單選題故意劃為複選，迫使讀卡機讀取失敗，方便統測中心工程師董尚德抽出答案卡，於竄改答案後，再次讀卡詐取非法的高分。
2010年9月1日，董嫌指出99年度全國總榜首張惟堯（十九歲）有「一半考題都不會寫」。97年度商業類全國總榜首吳國銘（二十歲）亦有多數考題不會寫，令董嫌塗改答案卡感到很離譜。

## 假榜首
多名假榜首在校平時模擬考成績不高，有人僅兩百到三百分，校內排名150名以外，但統測放榜竟然是全國總榜首，其補習班亦在放榜前就已預知榜首，宣傳海報也已經事先印好。檢警傳喚兩年前的商業類全國總榜首吳姓學生，警方表示他坦承作弊。此外，檢警依據台中北一補習班的「七人狀元榜」之榜單，於8月24日傳喚這七名涉嫌舞弊的學生，但石姓學生與邱姓學生二人出國慶功未到案說明，其餘五名到案說明的學生，只有楊姓學生暫時排除涉案，另外四名學生均己坦承舞弊，並指稱是補習班主任李慶雲主動竄改答案，代價是必須幫補習班招生當活廣告，以假榜首之名引誘更多學生。警方呼籲其他舞弊考生主動到案說明。
卅四名舞弊緩起訴學生分別為王詩堯、蔡松霖、吳國銘、曾宓筠、洪琪鈺、潘呈宣、劉成偉、童文宏、陳彥銘、張晃維、林誼慈、林育嫻、宋香璉、李偉菘、許景翔、張絲祺、申芸禛、蕭廷江、楊宏南、楊宇琦、陳昱智、吳明德、林建偉、張惟堯、劉奎佑、吳昱欣、廖俊宇、邱芷怡、范家綸、林珈佑、周子傑、吳晁銓、石君珹、蔡銘家。
| 姓名   | 性別 | 年度 | 考試類群                 | 分數                  | 學校                     | 當時就讀大學                           | 備註       |
| ------ | ---- | ---- | ------------------------ | --------------------- | ------------------------ | -------------------------------------- | ---------- |
| 張惟堯 | 男   | 99年 | (補習生)各類群全國總榜首 | 682分                 | 台中高工建築科           | 國立台灣科技大學營建工程系             |            |
| 廖俊宇 | 男   | 99年 | 機械群全國總榜首         | 659分                 | 台中高工機械科           | 國立台灣科技大學機械工程系             |            |
| 劉奎佑 | 男   | 99年 | 衛護類全國總榜首         | 668分                 | 台中高農食品加工科       | 嘉南藥理科技大學藥學系                 |            |
| 吳昱欣 | 女   | 99年 | 設計群全國總榜首         | 654.5分               | 明道高中綜合高中部設計群 | 國立台灣科技大學工商業設計系工業設計組 | 已到案說明 |
| 石君珹 | 男   | 99年 | 工管類全國總榜首         | 664分                 | 台中高工資訊科           | 國立清華大學大一不分系招生             | 已到案說明 |
| 邱芷怡 | 女   | 99年 | 農業群全國總榜眼         | 660分                 | 台中高農園藝科           | 國立屏東科技大學獸醫學系               | 已到案說明 |
| 吳國銘 | 男   | 97年 | 商業類全國總榜首         | 692分                 | 台中家商商業經營科       | 國立高雄第一科技大學金融系             | 已到案說明 |
| 王詩堯 | 男   | 96年 | 機械類全國總榜首         | 694分(統測史上最高分) | 台中高工製圖科           | 國立台灣科技大學機械工程系             | 已到案說明 |
| 蔡松霖 | 男   | 96年 | 商業類全國總榜首         | 694分(統測史上最高分) | 台中家商資料處理科       | 國立台灣科技大學企業管理系             | 已到案說明 |

## 相關事件

### 張惟堯
99年度放榜後，一名台中高工建築科三年級考生在網誌恭賀母校同學張惟堯上榜，假榜首張惟堯仍以「堯堯」暱稱回應：「能跟榜首同班是你的福氣啦！」6月11日，台中高工舉行99級畢業典禮，張惟堯使用氣球上面綁紙板寫著「全國榜首682」並且放到空中與全校分享考榜首的喜悅。許多人聽聞其國文考科82分外，其他科皆滿分，都認為他的實力很厲害，而事件爆發之後卻從此聯絡不到。

### 吳國銘
就讀國立高雄第一科技大學的吳國銘經由舞弊詐取692分假成績，當時《自由時報》採訪吳國銘如何考高分，吳嫌表示近朱者赤，近墨者黑，多與班上死黨共同研究功課，也從不吝嗇去教不會的同學，大家成績全跟著他一起向上提升，並言「上課認真聽，回家一定要溫習！」吳嫌亦在無名網誌發表「如何考高分」，教導考高分的讀書秘訣。校方除了在校刊大篇幅讚揚吳嫌，並言「吳國銘同學雖然在台中家商的模擬考成績從未拿過第一名，但卻在統測中拿下優異成績，讓他深深覺得有付出，必有收獲。」還按獎勵辦法給吳嫌3萬元獎學金，若未來每學期成績維持全班前20%，可持續領取3萬元獎學金，四年來累積24萬元獎學金，但吳嫌獲得一次獎勵後，成績一直未達百分之廿，因此只領過一學期。高雄科大主任秘書邱榮金表示，一旦接到判決書，若吳國銘有作弊會依規定開除學籍，並討回當時入學獎勵的三萬元獎學金。

### 廖俊宇
廖嫌以659分假成績詐取機械群全國總榜首，台中高工機械科即於8月4日發佈消息大篇幅推崇廖嫌，標題為「狂賀！台中高工機械科廖俊宇同學高中99年度科技大學機械類總榜首」，在爆發假榜首事件後，已刪除該消息。

### 石君珹
清華大學於9月13日開學，石嫌以664分詐取工管類全國總榜首，錄取「大一不分系」並已辦妥註冊，但曠課多時；副校長葉銘泉表示，在法院判決確定前，若石姓學生堅持上課，校方亦無法阻止，但往後若判決確有作弊，即使畢業了也會撤銷學位。

## 各界反應

### 政府反應
- 高雄地檢署襄閱主任檢察官王俊力於8月25日對媒體表示：「業者為了要提昇自己業績，透過行賄，至少有5名考生坦承確實有這樣的舞弊。董姓這一位涉嫌的人員他也坦承確實竄改答案卡。」亦表示本年度四技二專統測考生總共有158026人，李慶雲（四十五歲）勾結董尚德（五十六歲）竄改該補習班考生的答案卡，對於其他考生是嚴重破壞權益。[21]
- 統測中心執行長林昇平表示，本次舞弊事件不只讓統測中心名譽受損，也破壞到其他十多萬考生的權益。統一入學測驗已舉辦將近十年，竟然發生舞弊事件使許多家長不能理解。亦表示，應該全面檢討責任歸屬，切勿輕視其他十多萬名考生的權益。[22]
- 教育部技職司專門委員彭淑珍表示，等待司法的調查結果，而媒體詢問是否可能有其他共犯涉案等事，她表示會有其機制處理。[23]
- 教育部技職司長林騰蛟8月25日代表教育部向社會大眾道歉，並強調會尊重調查結果，若證實考生涉嫌舞弊，將立即取消學籍。[24]
- 人本教育基金會南部辦公室主任張萍表示：「統測中心應向考生、家長道歉，教育部要追究相關人員責任，監察院應調查教育部是否失職。」
- 教育部於8月25日表示，已要求統一入學測驗考試中心儘速成立調查小組，針對此起舞弊事件，提出檢討的改進方案。
- 全國教師會高級中等學校委員會副主委高雲於8月27日表示，統一入學測驗考試是全國第二大規模的考試，試務工作竟鬆懈至被人夾帶出答案卡，懷疑此事積弊已久。[25]

### 犯案方反應
- 8月25日，位於台中市南區復興路三段的北一補習班仍然照常運作，不受影響，門口跑馬燈仍秀著「七大狀元在北一」的字眼，亦仍然擺放著榜首廣告看板。工作人員亦表示一切如常，繼續上課。[26]當日，該補習班留言板湧進大量人潮，對弊案一事強力批評與譴責。不久，補習班關閉留言板；隨後，補習班關閉網站；而數名假榜首亦在不久後關閉網誌。

### 民間輿論
- 在此之前，該補習班常以「各類群榜首在我家」作為招生口號招募學生，傳出舞弊事件後，引起不少網友撻伐，指責該補習班不顧其他考生權益，竄改成績製造假榜首，其行徑惡劣，欠缺道德。[27]

- 部分考生因自己權益受損，被擠出榜外，引起強烈不滿，要求重新分發榜單，但教育部表示，無法補救，不會變更榜單。[28]亦有網友表示要為沒有作弊的榜眼進行正名，恢復應有的榜首之名。

- 假榜首事件爆發以後，8月26日許多學生及家長紛紛要求退費。台中市教育局下令指示，業者不得拒絕退費，必須退還9成費用。

## 弊案結果
- 高雄地檢署於8月25日聲請羈押涉嫌舞弊的台中北一補習班負責人李慶雲和統測中心職員董尚德，獲准收押，目前全案擴大偵辦中；並表示若證實北一補習班勾結統測中心人員及竄改答案卡等弊端，將依補習教育法第25條規定，撤銷該補習班的立案，勒令停業。[29]
- 台中市政府教育處經開會討論之後，於8月26日表示，即日起已將北一補習班予以停止招生三個月的行政處分。[30]
- 檢方表示，董尚德為公務員身分，屬於貪污收賄罪，可處十年以上徒刑、無期徒刑；李慶雲是行賄罪，可處一年以上、七年以下徒刑；涉案學生是偽造文書罪，可處三年以下徒刑。
- 一直到2011年4月5日，吳國銘仍然在高雄第一科技大學就讀，雖然該校學則規定入學考試舞弊，經查證屬實或判刑確定，則予以開除學籍，而且董尚德等人也已經高雄地檢署偵結起訴，而且起訴書已經載明吳OO承認作弊。而高雄第一科技大學的校長與教務長，正在等待法院判決。故吳國銘目前繼續在該校就讀，若能順利繼續就讀，預計2012年6月畢業。有可能創下，台灣有史以來涉嫌假榜首畢業之例。
- 判決書: 　 高雄地院99年訴字第1414號判決，雙方當事人皆上訴高雄高分院，100年度上訴字第1174號判決上訴駁回，被告再次不服，上訴至最高法院102年台上字第1879號判決最終上訴駁回確定。李慶雲、董尚德接判決有期徒刑2年2月。

## 外部連結
- 北一傑克家族補習班官方網站